# محطة أرضية

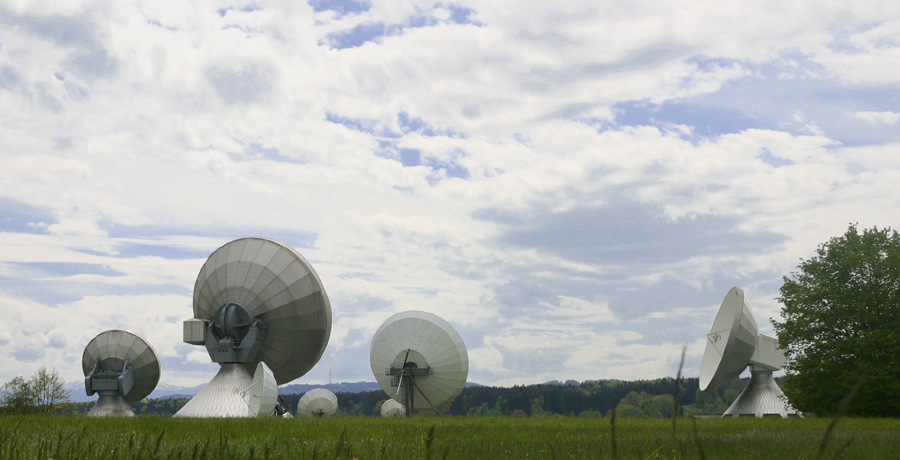
أكبر محطة للاتصالات الفضائية في المانيا

اَلْمَحَطَّةُ اَلْأَرْضِيَّةُ (بالإنجليزية: earth station)‏ هي مجموعة من الأبنية تتولى عملية تنظيم الاتصالات السلكية واللاسلكية والفضائية وتكون تابعة إما لدولة معينة أو شركة اتصالات أو محطة تلفزيونية، وكما توجد محطات إرسال موجات صوتية قصيرة وطويلة المدى وتستخدم للبثِ الإذاعىِّ
يمكن وضع المحطات الأرضية إما على سطح الأرض أو في غلافها الجويّ. تتواصل المحطات الأرضية مع المركبة الفضائية عن طريق إرسال موجات راديوية واستقبالها في نطاقات التردد العالية الفائقة أو الترددات العالية للغاية (مثل الموجات الميكروية). عندما ترسل محطة أرضية موجات راديوية إلى مركبة فضائية (أو العكس) بنجاح، فإنها تنشئ وصلة اتصالات بينهما. و قد يكون للمحطات الأرضية إما موقع ثابت أو متنقل. تستخدم المحطات الأرضية المتخصصة للأقمار الصناعية للاتصال عن بعد السواتل . وتتواصل محطات أرضية أخرى مع المحطات الفضائية المأهولة أو غير المأهولة. وتسمى المحطة الأرضية التي تتلقى في الأساس بيانات القياس عن بعد ، أو التي تتبع ساتل ليس في مدار مستقر بالنسبة إلى الأرض ، محطة تتبع.
عندما يكون القمر الصناعي داخل نطاق رؤية المحطة الأرضية ، يقال إن المحطة لها رؤية للقمر الصناعي. من الممكن أن يتصل القمر الصناعي بأكثر من محطة أرضية واحدة في المرة الواحدة.

## منفذ الاتصالات
منفذ الاتصالات السلكية واللاسلكية : هو محطة أرضية ساتلية تعمل كمحور يربط شبكة مدارية ساتلية أو مركزية الأرض بشبكة اتصالات أرضية ، مثل الإنترنت.
قد توفر الاتصالات خدمات إذاعية متنوعة بين وظائف الاتصالات الأخرى , مثل تحميل برامج الكمبيوتر أو إصدار الأوامر للقمر الصناعي.

## معايير الاتصال الساتلية

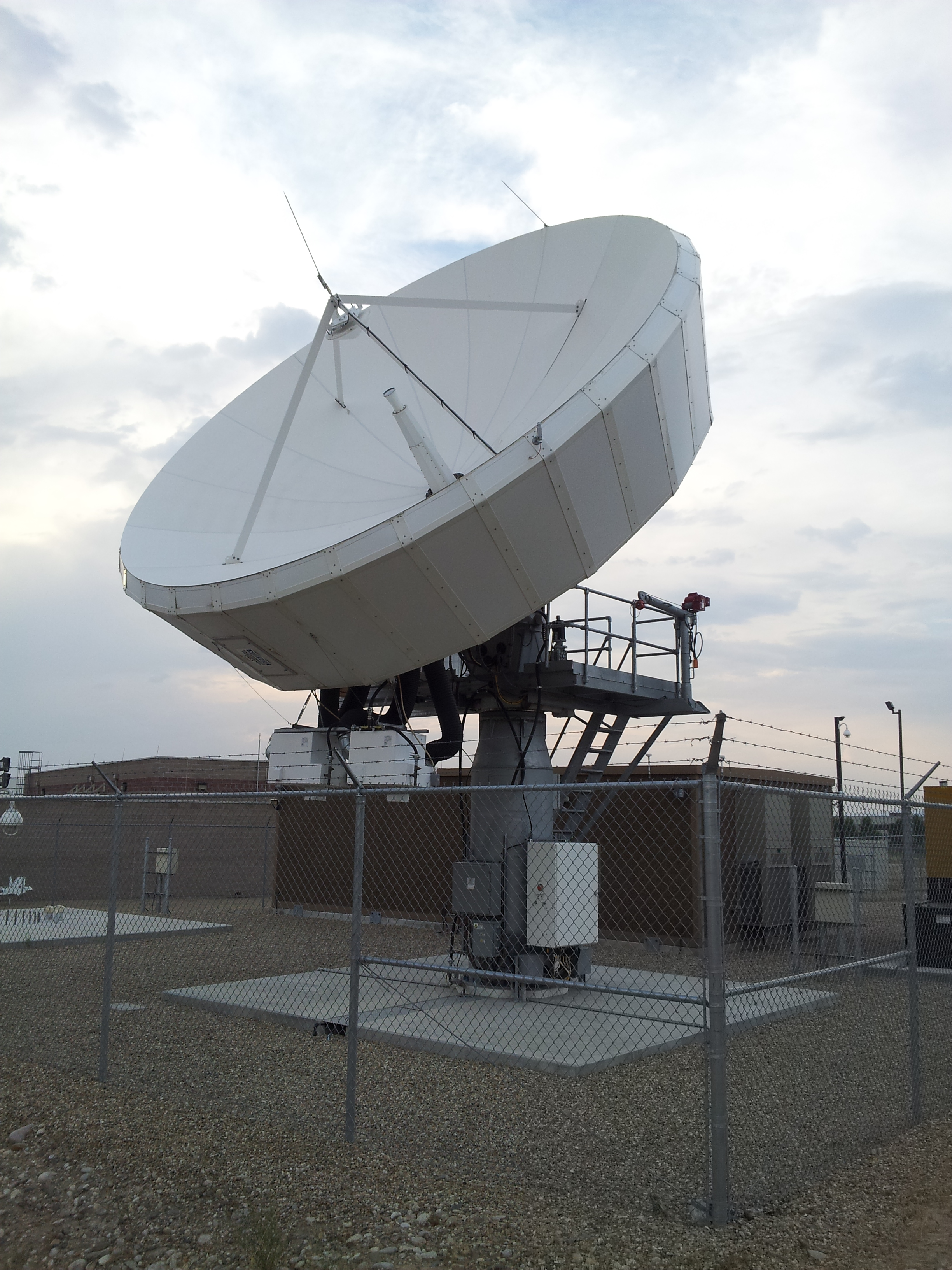
طبق استقبال أقمار صناعية

يقوم قطاع الاتصالات الراديوية (ITU-R) ، وهو فرع من الاتحاد الدولي للاتصالات ، بتدوين المعايير الدولية المتفق عليها. وفي الفترة من عام 1927 إلى عام 1932 ، كانت اللجنة الاستشارية الدولية للإذاعة تدير المعايير واللوائح التي يحكمها قطاع الاتصالات الراديوية.
بالإضافة إلى مجموعة المعايير التي يحددها قطاع الاتصالات الراديوية ، يوفر كل مشغل ساتلي رئيسي المتطلبات والمعايير التقنية التي يجب أن تستوفيها المحطات الأرضية من أجل التواصل مع سواتل المشغل.
صُمِّمَ وطُوِّر النقل عبر الأقمار الصناعية. من قبل جوزيف ميلانو في عام 1976 كجزء من دراسة المجلس القومي للبحوث بعنوان «الاتصالات من أجل المناطق الحضرية: الاحتياجات والفرص على المدى القريب».